# Saranaca elegans
Saranaca elegans là một loài tò vò trong họ Ichneumonidae.